# Abas da Albânia
Abas (armênio: Աբաս) ou Tēr Abas era o Católico e Primaz da Igreja da Albânia do Cáucaso no final do Séc. VI. Ele é considerado o primeiro Católico autocéfalo da Albânia, em virtude da adoção de sua insulatio oficial completa como Católico da Albânia, Lupenia e Chola. No entanto, Católicos anteriores também foram mencionados em outras fontes.

## Católico da Albânia
De acordo com A História do País da Albânia, antes de sua eleição como Católico, ele estava liderando o Bispado da Grande Albânia (armênio: Մեծ Առանք, romanizado:  Mec Aṙankʿ). Enquanto Moisés de Dascurã descreve seu mandato como 44 anos a partir do estabelecimento do calendário armênio (que é 552-596 no calendário gregoriano), Mkhitar Gosh oferece 23 anos (552-575), com Ciríaco de Ganzaca oferecendo apenas 14 anos (552-566).

## Atividade
Seu mandato viu a transferência da Sé Patriarcal da Albânia de Chola para Partava. Ele também foi mencionado indiretamente com a restauração do Mosteiro de Cátaro que estava em ruínas desde os dias de Sanatruces. De acordo com um colofão, ele recuperou algumas relíquias de São Gregoris, Santo Estêvão, São Varo, Mames de Cesareia, Mar Sérgio, Santos Cosme e Damião, alguns dos Quarenta Mártires de Sebaste e Teodósio de Jerusalém em 559, último deles sendo fortemente anticalcedoniano por natureza.

A Igreja da Albânia do Cáucaso foi um campo de luta entre as visões ortodoxas e monofisistas no século VI. Abas recebeu duas cartas dos principais líderes religiosos de seu tempo - João II (557 - 574), Católico da Armênia e João IV (575 - 594), Patriarca de Jerusalém, ambos instando Abas a ficar ao seu lado. Apesar de posar como anti-calcedoniano convicto na História do País da Albânia, alguns estudiosos consideram seu monofisismo uma adição posterior às fontes. 